# Ispahsalar
Ispahsālār (in persiano اسپهسالار‎) o sipahsālār (سپهسالار‎; "comandante dell'esercito"), in arabo isfahsalār ( إسفهسلار‎) o iṣbahsalār ( إصبهسلار‎), era un titolo utilizzato in gran parte del mondo islamico tra il X e il XV secolo per indicare i comandanti militari più anziani ma anche il grado generico di ufficiale generale.

## Oriente islamico e Persia
Il titolo deriva dal medio persiano spāh-sālār (𐬯𐬞𐬁𐬵⸱𐬯𐬁𐬮𐬁𐬭), già attestato nei testi pazend del IX secolo. Era l'equivalente dell'antico titolo sasanide di Spahbed (in persiano moderno ispahbadh), che durante l'era islamica cadde in disuso e divenne un titolo regale tra alcune dinastie locali nel Tabaristan e nel Khorasan. I titoli di Ispahsalar e Sipahsalar divennero importanti nel mondo islamico alla fine del X secolo, con l'ascesa al potere delle dinastie iraniane durante il periodo del cosiddetto "Intermezzo iraniano". Con il significato di "comandante in capo", il titolo venne utilizzato parallelamente ai consueti titoli arabi Ḥājib al-Ḥujjāb (حاجب الحجاب‎), Ḥājib al-Kabīr (حاجب الكبير‎) o Ṣāhib al-Jaysh (صاحب الجيش‎).
Tra i buwayhidi fu dato in segno di conciliazione e di particolare onore a due generali turchi ribelli, Sebüktigin al-Mu'izzi nel 971 e, dopo la sua morte, Alptakin nel 974/975. Con la crescente instabilità degli Stati buwayhidi verso la fine del secolo, l'uso di Ispahsalar si degradò e cominciò a indicare semplicemente "comandante" o "ufficiale". Nella successiva dinastia saffaride sotto Khalaf ibn Ahmad (che regnò dal 963 al 1002), il titolo veniva applicato al comandante in capo dell'esercito, mentre l'Hajib al-Hujjab era un ufficio separato, forse al comando delle truppe degli schiavi (mamalik, ghilman). Tra le dinastie turche, i titoli arabi e persiani furono integrati dal titolo turco sübashi. I Ghaznavidi impiegavano Sipahsalar e i suoi equivalenti arabi nel suo significato originale di "comandante in capo", ma anche per i comandanti di contingenti specifici del loro esercito, insieme all'uso del "semplice" salar (e in arabo, ḥajib), ovvero i generali meno eminenti. L'Impero selgiuchide e il Sultanato di Rum utilizzarono una serie di varianti del titolo, come Ispahsālār-i Buzurg (اسپهسالار بزرگ‎) o Amīr -i Ispahsālār (امیر اسپهسالار‎), così come una varietà di altri titoli arabi, persiani e turchi sia in senso tecnico per il comandante in capo dell'esercito, sia per i governatori e comandanti dell'esercito di regioni importanti, sia in senso più generico di "ufficiale generale". Il titolo fu usato anche dai Khwarezmshah, originariamente vassalli selgiuchidi, che impiegarono un'unica variante, Qīr Isfahsālār (قیر اسفهسالار‎), per i comandanti delle regioni di frontiera.
Le conquiste mongole diminuirono l'uso del titolo, portando invece in primo piano quelli turchi e mongoli, ma rimase ampiamente utilizzato nelle regioni isolate e conservatrici di Gilan e Daylam sulla sponda del Caspio. Nella Persia vera e propria, fu ripreso dai safavidi sotto Shah Abbas I (r. 1587-1629), sostituendo il titolo arabo Amir al-Umara utilizzato fino ad allora. Apparentemente la carica era solitamente ricoperta dal beglerbegi dell'Azerbaigian, con il Rustam Khan che era la persona più importante ad occuparla. La carica fu nuovamente abolita nel 1664/1677, al termine del quale un comandante in capo (sardar) veniva nominato tale solo in tempo di guerra. Il titolo riapparve nella forma Sipahsālār-i Aʿzam (سپهسالار اعظم‎) sotto la tarda dinastia Qajar, considerato onorifico dal ministro della Guerra Mirza Muhammad Khan Qajar nel 1858, dal ministro della Guerra riformista (e subito dopo primo ministro) Mirza Husayn Khan Qazwini, che costruì anche l'omonima Moschea Sepahsalar a Teheran nel 1871, e dal primo ministro Mohammad Vali Khan Tonekaboni nel 1910.

## Utilizzo nel Caucaso e nel Mashreq
I buwayhidi, e soprattutto l'influenza selgiuchide, portarono alla diffusione di Ispahsalar, insieme ad altri titoli persiani, verso ovest fino al Mashrek e anche ai paesi cristiani del Caucaso: in armeno divenne [a]s[i]pasalar, e in georgiano amirspasalari, uno dei quattro grandi ministri di stato del Regno di Georgia. Il titolo fu di uso comune anche tra le dinastie turche atabeg di Siria e Iraq e successivamente tra gli Ayyubidi, sia per i comandanti militari regionali ma anche, in modo univoco, come uno dei titoli personali degli stessi atābeg.
Nell'Egitto fatimide, l'Isfahsalar era il comandante in capo dell'esercito e corresponsabile insieme al capo ciambellano (Ṣāḥib al-Bāb, صاحب الباب‎ o Wazīr al-ṣaghīr, in arabo وزير الصغير‎?) per l'organizzazione militare. Il titolo sopravvisse tra i mamelucchi d'Egitto, dove sia Isfahsalar che nisba "al-Isfahsalārī" (الإسفهسلاري‎) erano comunemente usati nei titoli dei comandanti anziani nel XIII secolo, ma sembra che da allora in poi siano stati sviliti e caduti in disuso. È ancora attestato fino al 1475 per un capo comandante mamelucco, ma a quell'epoca il termine isbahsalar era applicato generalmente anche alle guardie del sultano mamelucco. Tra gli ottomani, il titolo sipāhsālār (سپاهسالار) continuò ad essere usato ma in senso generico, essendo il termine abituale per indicare il comandante in capo serdār (سردار) e serasker (سرعسكر).

## Asia meridionale islamica
Dai ghaznavidi, il titolo passò anche alla Dinastia dei Ghuridi, sovrani dell'Afghanistan, del Pakistan e dell'India settentrionale. Sotto i Ghuridi, Isfahsalar indicava il comandante in capo, ma nel XIII secolo denotava un ufficiale al comando di 100 cavalieri, mentre sotto i tughluqidi declinò al significato di comandante di dieci uomini. Al di là di tale significato tecnico, il termine continuò ad essere utilizzato negli stati musulmani dell'India tra il XIV e il XV secolo come termine generico per "ufficiale generale", ad esempio sotto la dinastia Lodi, o come "comandante in capo", ad esempio nel Sultanato di Bengala o nei sultanati del Deccan. Sotto i Moghul, era un titolo talvolta dato al Khankhanan (Khan dei Khan), il comandante in capo Moghul, soprattutto quando guidava l'esercito al posto dell'imperatore Moghul.